# Тумиати, Доменико
Доменико Тумиати (итал. Domenico Tumiati; 9 июня 1874, Феррара — 13 июля 1943, Бордигера) — итальянский писатель
, поэт-лирик, публицист, либреттист
, журналист и драматург.

## Биография
Сын известного юриста. Брат писателя Коррадо и театрального деятеля Гуальтьеро Тумиати. Дядя Франческо Тумиати, героя-антифашиста.
Получил литературное образование во Флоренции. Дебютировал в возрасте двадцати лет. В качестве журналиста сотрудничал с Marzocco. Издал в 2-х томах публицистику «Tripolitania» (Aurora libica, 1905) и «Grecia» (La terra degli dèi, 1907).

## Избранные произведения
Пьесы
- Ramon Escudo (драма, 1905)
- Re Carlo Alberto (драма, 1909)
- Giovine Italia (драма, 1910)
- Guerrin Meschino (легенда о любви в трёх действиях, в стихах, 1912)
- Alberto da Giussano (драма, 1913)
- Il tessitore (драма, 1914)
- La meteora (драма, 1915)
- Garibaldi (драма, 1917)
- Le galere (драма, 1920)
- L’amorosa follia (трагедия, 1921)
- Il conte Gioia (комедия, 1922)
- La rosa di Magdala (драма, 1923)
- La regina Ginevra (трагедия, 1925)
- Porporana (драма, 1927)
- La principessa Pisello (живописная сказка, 1927)
- Merlino e Viviana (Сценическая поэма, 1927
- Risorgimento (цикл из семи драм, Alberto da Giussano; Giovane Italia; Re Carlo Alberto; La Meteora; Le galere; Il tessitore; Garibaldi, 1933)
- Nuovi drammi (драмы, 1939)

Проза
- Fumo e fiamma, (сборник новелл, 1902)
- La rossa sultana (роман, 1929)
- Passionario profano (сборник новелл, 1936)

Либретто
- La badia di Pomposa (1900)
- Emigranti (1901)
- Parisina (1901)
- La morte di Baiardo (1903)

Поэзия
- Iris fiorentina (1895)
- Musica antica per chitarra, raccolta di versi (1897)
- Poemi lirici (1902)
- I libri della beata rima (1923)